# 長義

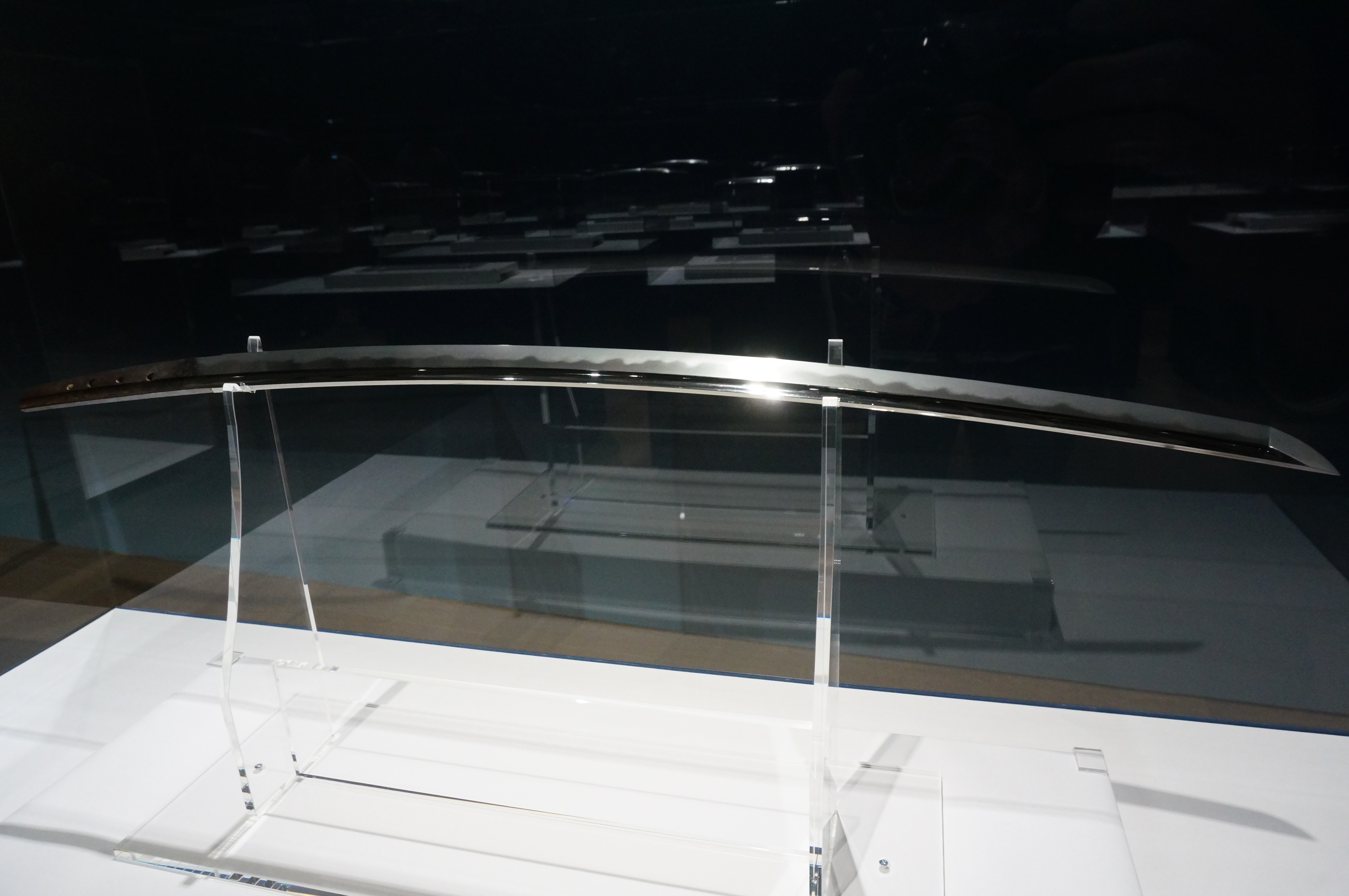
刀 無銘 伝長義、14世紀、南北朝時代、後世に太刀から刀に磨り上げられたもの。ボストン美術館蔵

長義（ちょうぎ、ながよし）は、南北朝時代の備前国長船派の刀工。長船四天王、正宗十哲の一人。作刀期間は1360-1379年。

## 概要
長船派では光忠の子である真長から光長‐長義と続く系統で、光忠‐長光‐景光‐兼光と続く長船派の主流とは流れが異なる。従来の備前風の作風を基本に相州風の作風も加味した相伝備前が特徴の刀工であり、「備前刀中もっとも備前らしからぬ作風」と評されている。作風から正宗十哲に数えられているが、正宗の直弟子としてみるには年代が離れている。
兄に長重、弟子は兼長、長守、守長など。短刀を比較したときに前期は大振りで後期は小振りが多いため、親子の二代いるという説もある。

## 兼光との対比
同じ相伝備前で作刀期間が多少重なる兼光とは対比で語られることが多く、「兼光は長義よりおっとりした刃文」、「相伝備前として兼光に比し一層華やかな焼刃である。後世兼光を梅に、長義を櫻にたとへてあるほどだ。」、「刃文の技巧から見れば兼光よりも覇気があり、変化に富んでいる。」、などと言われる。長義は姿も刃文も相州伝だが、兼光は姿だけが相州伝である。
長義の地鉄は備前風で、兼光より軟らかい。兼光一門に比べて映りが目立たない。
兼光が北朝年号でのみ銘を切るのに対し、長義ははじめ南朝年号を用い、やがて北朝年号を使用していく。長義の作刀年紀は伯耆の守護山名時氏の動静に非常に近いと小笠原信夫は指摘している。

## 作風
現存刀に刀は少なく、短刀が多い。刀は長大なものが多かったのかほとんどが大磨上無銘となっていて、在銘のほとんどは短刀である。太刀も短刀も幅広だが、短刀は小振りのままのものが散見される。切っ先も大きく、豪壮な姿かたちは南北朝時代の特徴を表している。
湾れ調に互の目交じり沸の目立つ作風を示す、相伝備前と呼ばれる作風である。兼光との対比節の通り、地鉄は備前風、相州風の沸が目立ち大模様に乱れた刃文をしている。刃文は腰開きの大互の目乱れ、互の目の二つ並んだ耳形の乱れなどが特徴。帽子（切っ先の刃文）の返りは深い。
切れ味は抜群で、『古今鍛冶備考』において大業物に指定されている。

## 代表作
- 打刀　本作長義：重要文化財、徳川美術館蔵。元は後北条氏が所持していたもので、1586年7月21日に臣従儀礼の一環として足利城主・長尾顕長に下賜された[9][15][22]。大磨上で作者の手による銘は残っておらず、呼び名は1590年5月3日に長尾顕長の依頼で堀川国広が刻んだ62字の追刻銘が由来。
- 短刀　大坂長義：銘「備州長船住長義／正平十五年五月日」。重要文化財、刀剣ワールド財団蔵[23][24]。号の由来は、豊臣秀吉の愛刀を前田利家が大坂城で拝領したから、もしくは前田利常が大坂で購入したからで、加賀藩前田家に伝来していた[25]。
- 脇差　朱銘長義：重要文化財、妙圀寺蔵、堺市博物館寄託[26]。打刀にも「朱銘長義」と呼ばれる刀があり、そちらは香川県立ミュージアムが保管している[27]。
- 太刀　銘備州長船住長義：重要文化財、株式会社ブレストシーブ蔵[28]。貴重な在銘の太刀であり、蟹仙洞蔵のものと双璧である[29]。
- 太刀　銘備前国長船住長義：重要文化財、公益財団法人蟹仙洞蔵[30]。ただし1991年に盗難に遭っている（蟹仙洞#文化財）[31]。
- 太刀　八文字長義：大磨上無銘、久保田藩佐竹家に伝来していた。佐竹義重が敵を頭から切った際に兜の鉢が頭ごと二つに割れて左右に落ちたが、それが八の字に見えたのが号の由来[32][33]。大正時代に競売に出されて以降は所有者が次々と変わり、2020年3月には台湾の日本刀収集家に購入された[34]。
- 太刀　六股長義：（重要美術品[35]）小田原大久保家に伝来していた。「老いの杖長義」と呼ばれていたが[36]、大久保忠世が三人の盗賊に向けてこの刀を振るったところ一太刀で太股を切られて倒れた[37]、もしくは天正二年に敵兵三人の両股を斬り落としたことが号の由来[38]。小田原城の天守閣が炎上したとき[注釈 4]、天守閣にあった六股長義を救うために足軽が飛び降りたという伝承もあり[36]、「長義の御刀にかけて、偽りは申さぬ」と藩士たちが誓言する風習もあった[39]。尾州徳川家の長義（本作長義）と並び長義の代表作と呼ばれていたが[40][41]、第二次世界大戦で焼身となって破棄[39]。刃長73.2センチメートル、磨上で茎には「備」の字だけが残り、その上に「長義作」が額銘として残してあった[39]。